# اربابی (هیرمند)

اربابی، روستایی است از توابع بخش قرقری شهرستان هیرمند در استان سیستان و بلوچستان ایران.

## جمعیت
این روستا در دهستان قرقری قرار داشته و براساس آخرین سرشماری مرکز آمار ایران که در سال ۱۳۸۵ صورت گرفته‌است، جمعیت آن ۳۰نفر (۵خانوار) بوده‌است.